# Teatr Narodowy w Belgradzie
Teatr Narodowy w Belgradzie (serb. Народно позориште у Београду) – jeden z serbskich teatrów narodowych, z siedzibą w stolicy tego państwa, Belgradzie. Budynek teatru ulokowany jest na placu Republiki (Трг републике) w ścisłym centrum miasta.

## Historia
Teatr Narodowy założony został w Belgradzie w 1868 roku. Pierwszy spektakl odegrano 22 listopada w gospodzie "U Królowej Angielskiej" (Kod engleske kraljice). Budynek ten był przez krótki czas siedzibą teatru.
W 1869 roku, z inicjatywy księcia Michała Obrenowicia w centrum Belgradu wybudowany i oddany do użytku został nowy gmach teatru. Budynek był wielokrotnie remontowany. Ostatnie prace konserwacyjne miały miejsce w latach 80. XX wieku. Gmach ten służy Teatrowi Narodowemu do dziś.
W 1920 roku w ramach Teatru Narodowego odegrano pierwszy pokaz operowy, a trzy lata później zapoczątkowano działalność baletu. 

## Galeria

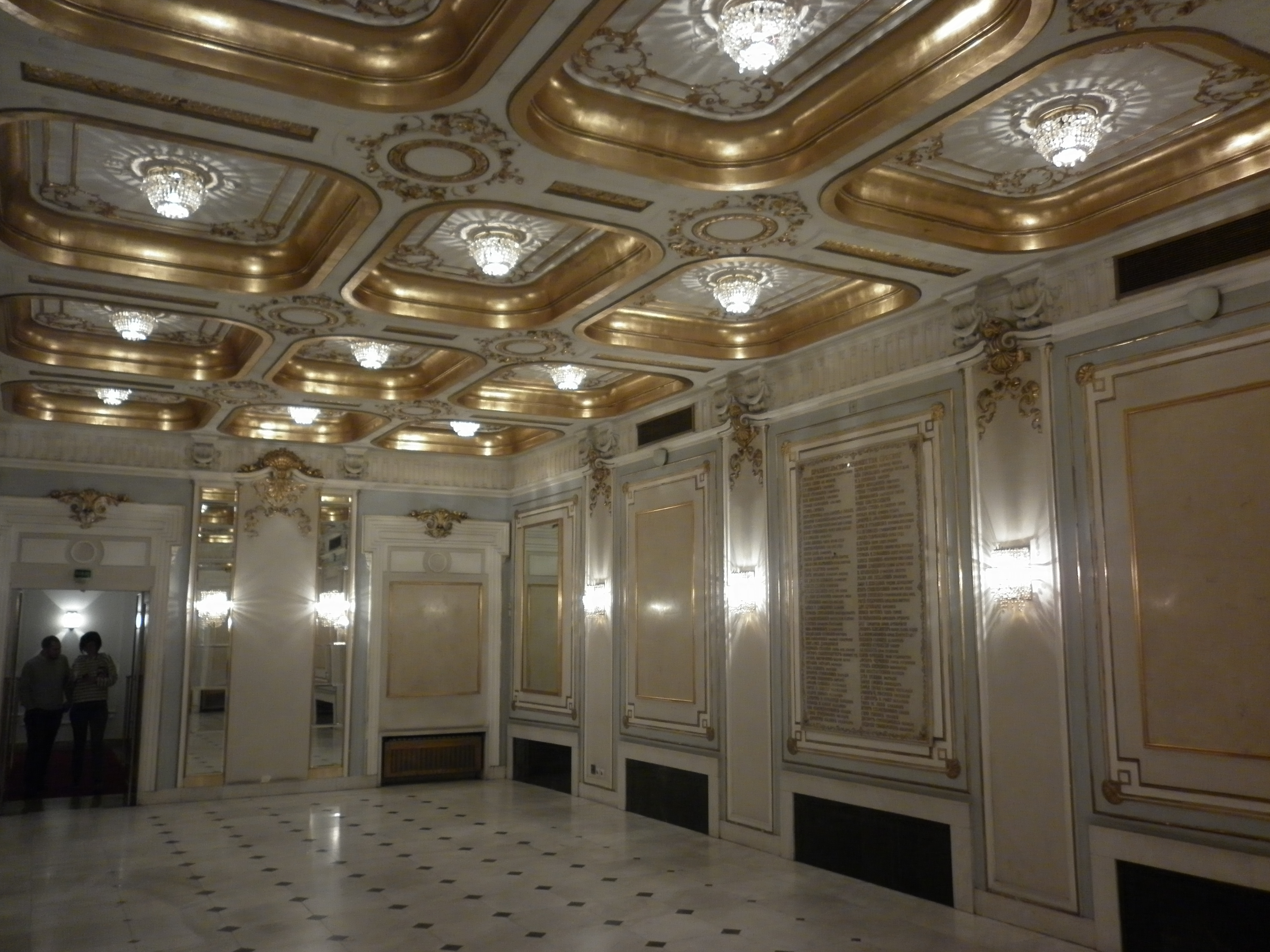
Wnętrze budynku teatralnego
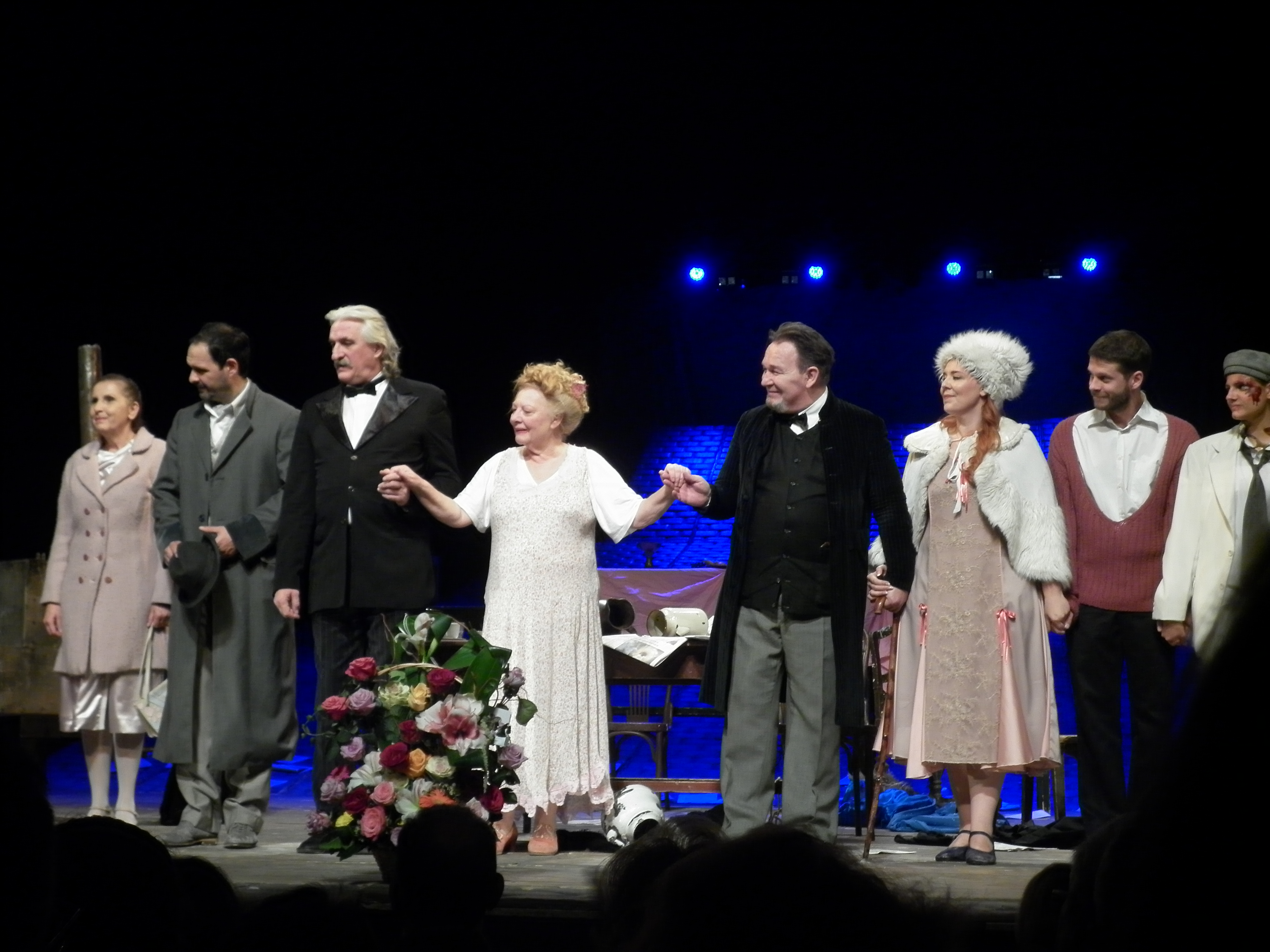
Przykładowe przedstawienie
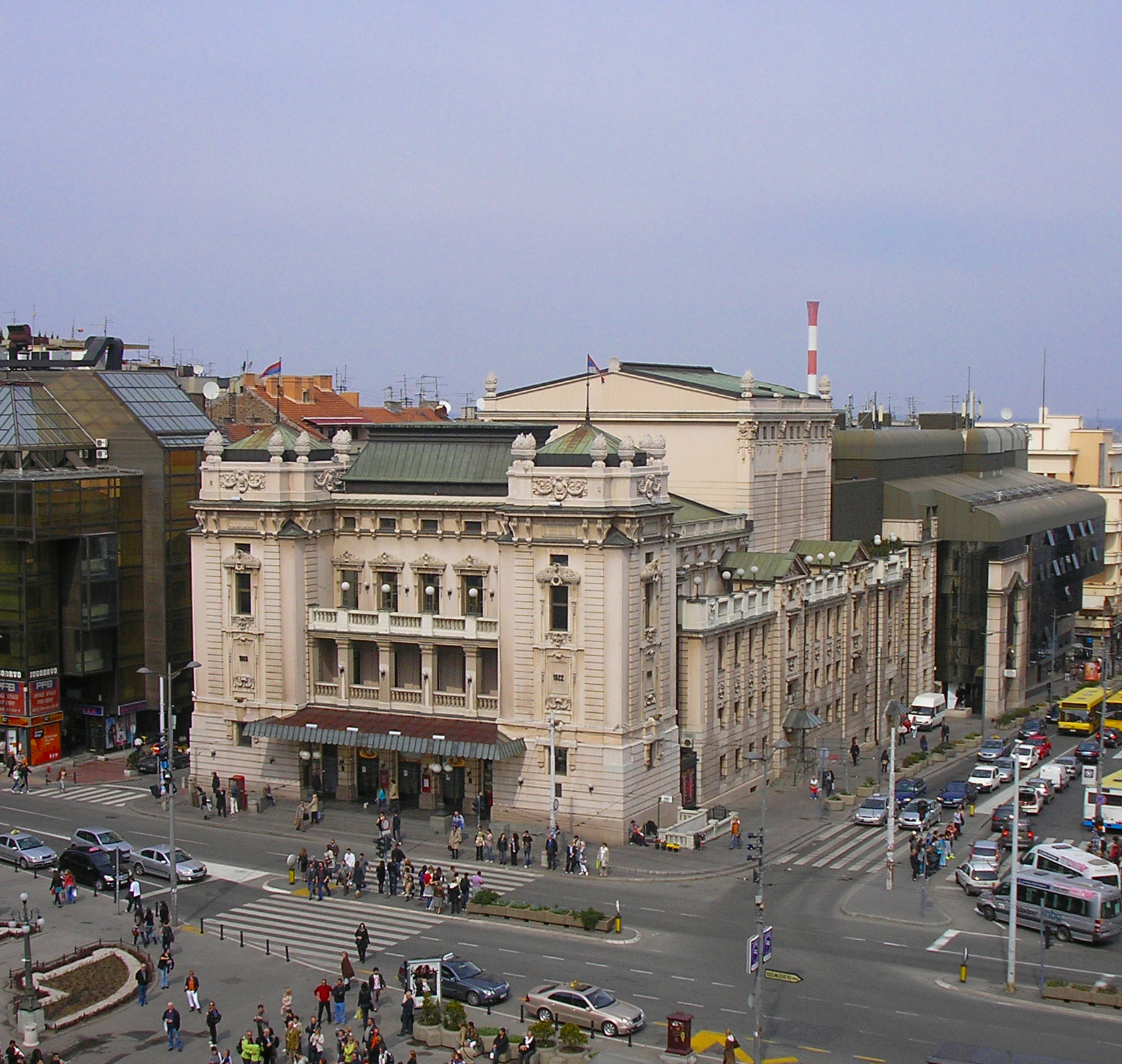
Gmach widziany z góry